# Krasîlivka, Bahmaci
Krasîlivka (în ucraineană Красилівка) este o comună în raionul Bahmaci, regiunea Cernihiv, Ucraina, formată numai din satul de reședință.

## Demografie
Componența lingvistică a comunei Krasîlivka
     Ucraineană (98,89%)
     Alte limbi (1,11%)
Conform recensământului din 2001, majoritatea populației comunei Krasîlivka era vorbitoare de ucraineană (98,89%), existând în minoritate și vorbitori de alte limbi.